# واردویل (اکلاهما)
واردویل (به انگلیسی: Wardville) یک منطقهٔ مسکونی در ایالات متحده آمریکا است که در شهرستان اتوکا، اکلاهما واقع شده‌است.